# Łączyn (Drożyska Wielkie)
Łączyn – część wsi Drożyska Wielkie w Polsce, położona w województwie wielkopolskim, w powiecie złotowskim, w gminie Zakrzewo, na Pojezierzu Krajeńskim.
W latach 1975–1998 Łączyn administracyjnie należał do województwa pilskiego.